# روبرت آوویان
روبرت سمباتی آوویان (ارمنی: Ռոբերտ Սմբատի Ավոյան؛ زادهٔ ۳۰ اکتبر ۱۹۳۹ - درگذشته ۱۷ ژوئیهٔ ۲۰۱۹) یک مهندس و سیاستمدار اهل ارمنستان بود که از تاریخ ۱۹۸۸ تا تاریخ ۱۹۹۱ سمت وزیر ارتباطات ارمنستان شوروی را برعهده داشت.

## زندگی‌نامه
در ۳۰ اکتبر ۱۹۳۹ در روستای گورلوکا به دنیا آمد و از آکادمی ملی ارتباطات اودسا (۱۹۶۵) فارغ‌التحصیل شد.  وی در ۱۷ ژوئیهٔ ۲۰۱۹ در سن ۷۹ سالگی درگذشت.

## یادداشت
1. ↑  ՀՀ կապի նախարար